# August Keim
August Justus Alexander Keim (25 tháng 4 năm 1845 tại Marienschloss – 18 tháng 1 năm 1926 tại Tannenberg) là một sĩ quan quân đội Phổ, đã được thăng đến cấp Trung tướng. Ông từng tham gia cuộc Chiến tranh Áo-Phổ (1866), cuộc Chiến tranh Pháp-Đức (1870 – 1871) và về hưu năm 1898, nhưng sau đó được triệu hồi về phục vụ quân đội trong Chiến tranh thế giới thứ nhất. Ông là đồng sáng lập của Liên hiệp Hải quân Đức, đồng thời là người sáng lập và Chủ tịch đầu tiên của Liên hiệp Lục quân Đức.

## Tểu sử
Keim sinh vào tháng 4 năm 1825. Ông đã gia nhập quân đội Phổ với vai trò là lính bộ binh, và được lên quân hàm Trung úy vào năm 1866 rồi Đại úy vào năm 1878. Vào năm 1881, ông được đổi vào Bộ Tổng tham mưu. Vào năm 1889, ông được phong cấp Thiếu tá và Tiểu đoàn trưởng, sau đó ông được lên cấp hàm Thượng tá vào năm 1893, rồi được thăng cấp Đại tá và Trung đoàn trưởng vào năm 1896. Mặc dù đã nghỉ hưu vào năm 1898, năm 1901 ông được lên cấp hàm Thiếu tướng vào năm 1916, sau khi đã được triệu hồi tham gia Chiến tranh thế giới thứ nhất (1914 – 1918), ông được phong hàm Trung tướng.
Ông đã tham chiến trong cuộc chiến tranh với Áo và đồng minh năm 1866, cùng với cuộc Chiến tranh Pháp-Đức vào các năm 1870 – 1871. Trong Chiến tranh thế giới thứ nhất, ông được triệu hồi vào năm 1914 với chức vụ Thanh tra Dân vệ tại Liège, đồng thời là Thống đốc quân sự tỉnh Limbourg của nước Bỉ bị chiếm đóng.
Ngoài ra, ông còn là một tác giả quân sự, đã biên soạn mục "Aspern và Wagram (1809)" trong bộ lịch sử bằng tranh Deutschen Gedenkhalle (National-Verlag, Berlin) kể về lịch sử Đức từ thời cổ đại cho đến triều đại Wilhelm II. Ông cũng là biên tập viên của Nguyệt san Lục quân và Hải quân Đức từ năm 1903 cho đến năm 1914, và viết nhiều về quân đội và chính sách quân sự trên Nhật báo (Tagespresse) của Đức. Keim tin rằng con đường binh nghiệp của ông được định hình từ mối quan hệ mật thiết với Thủ tướng Leo von Caprivi và Bộ trưởng Chiến tranh Walter Bronsart von Schellendorf, người đã bị thất sủng vào năm 1896. Hai năm sau, các hoạt động báo chí của ông đã sớm chấm dứt sự nghiệp quân sự của viên sĩ quan Phổ, khi ông giải ngũ vào ngày 12 tháng 12 năm 1898. Sự phê phán công khai của ông đối với chính sách của Đức hoàng đã khiến cho ông được gợi ý về hưu.
Kể từ năm 1911 cho đến năm 1919, Keim là cố vấn quân sự của Liên hiệp Đại Đức, một "Bộ Tổng tham mưu" của chủ nghĩa quân phiệt và đế quốc Đức trước và trong Chiến tranh thế giới thứ nhất. Là người sáng lập Liên hiệp Lục quân Đức (Wehrverein), ông đã kêu gọi mở rộng quân đội để loại bỏ mối đe dọa từ Pháp, Nga, Anh và Vương quốc Ý.
Sau khi cuộc Chiến tranh thế giới thứ hai kết thúc, các tác phẩm của ông Graf Schlieffen: Eine Studie im Zusammenhange mit dem Weltkriege. (= Politische und militärische Zeitfragen, Quyển 32. Georg Bath, Berlin 1921) và Prinz Max von Baden (= Reichsverderber, Tập 2. Georg Bath, Berlin 1922) đã xét vào hàng sách cấm trong vùng chiếm đóng của Liên Xô và chế độ Cộng sản Đông Đức về sau này.